# Madaras Gábor
Madaras Gábor (Nagyiklód, 1918. augusztus 22. – Marosvásárhely, 1980. szeptember 18.) népdalénekes, jogász.

## Családja és gyermekkora
Szülei a Kis-Küküllő mentéről, Kibédről származtak. Apja Madaras Elek csendőr, édesanyja özv. Szilveszterné Orbán Sára háztartásbeli. Nagyobbik fivére, Szilveszter György református papként szolgált, öccse, Elek pedig a második világháborúban önkéntesként esett el a fronton.
Madaras Gábor a Kolozsvárhoz közeli Nagyiklódon született. Édesapja itt teljesítette szolgálatát, néhány hónappal Gábor születése után, decemberben a család az alföldi Jászapátira költözött, ahol apja körzeti csendőrfőnökként tevékenykedett. 
Szülei révén már itt megismerkedett a kibédi népművészet kincseivel: a népdalok és a népmesék mély nyomot hagytak benne, és ezek vezették későbbi pályája, a népdaléneklés felé. A család gyakran hazalátogatott Kibédre, és minden látogatás egyre jobban „megfertőzte” Gábort.

## Ifjúkora
A gimnázium elvégzése után a Debreceni Tudományegyetemen folytatta tanulmányait. Jogból és államtudományból doktorált. Egyetemi évei után Erdélyben kereste a kenyerét: Óradnán és Désen dolgozott törvényszéki jogászként.
1941-ben a Madaras család hazaköltözött Kibédre, Gábor még ebben az évben bevonult katonának, és több mint nyolc évig katonáskodott. Három év hadifogságot is elszenvedett. Apját 1947-ben elvesztette, öccse pedig a háborúban halt hősi halált. Bátyja Nyárádselyén töltötte be lelkészi hivatását, így Gábor 1948-as hazatérését követően édesanyjával lakott Kibéden.

## Pályája
Röviddel hazatérése után, 1949-ben házasságot kötött a marosvásárhelyi Máthé Zsuzsanna tanítónővel. A Vártemplomban esküdtek. 1951-ben Marosvásárhelyre költöztek, és itt bontakozott ki igazán Gábor tehetsége.
1953-tól a Cukorgyár tisztviselőjeként és közgazdászaként dolgozott, és a gyárban működő kultúrcsoportnak előbb műsorvezetője, később szólistája lett, majd évekig irányítójaként tűnt ki. A város vendéglőinek neves prímásai figyeltek fel először Madaras Gábor különleges tehetségére. Segítettek neki a műsorai összeállításában, és szeretettel kísérték az általa énekelt népdalokat.
A nagy áttörést a Marosvásárhelyi Rádió 1958-as megalakítása jelentette. December 20-án Salamon Kálmán prímás és zenekarának kíséretével 15 népdalt és nótát rögzített a rádió stúdiójában. Ez volt az első rádiófelvétele. 1959-ben kuruc- és betyárdalok felvételével bővül a Madaras Gábor hangját őrző szalagok gyűjteménye. A rádió részéről Zoltán Aladár és Kozma Mátyás zeneszerkesztőket tekinthetjük az énekes felfedezőinek. 1960-ban már három alkalommal készültek felvételek a Marosvásárhelyi Rádió stúdiójában.
1963-ban már a Magyar Rádió is készített vele felvételt, 1964-től a magyarországi rádió egyik legnépszerűbb nóta- és népdalénekeseként jegyezték. A külföldre utazások korlátozása ellenére 1965-ben ismét énekelhetett a Magyar Rádió stúdiójában.
1968-ban újabb magaslatot ért el: megjelent az első nagylemeze a romániai Electrecord lemezkiadó gondozásában. A nagylemez anyagát a Magyar Rádió is átvette és mai napig a szalagtáruk értékes felvételeként őrzik.
Az 1970-es években a marosvásárhelyi mellett a kolozsvári és a bukaresti rádiónál is gyakran megfordult, a televízió magyar adásának többször is volt a vendége, és elfoglaltsága ellenére sem hagyta el a Cukorgyár kultúrcsoportját. A cenzúra és a kommunista rendszer egyéb szigorú eszközeivel dacolva igyekezett terjeszteni a magyar nóta dallamát, beteljesítve ezáltal a hivatását.
Életének, pályájának és teljes lényének két alappillére volt: Isten és az éneklés. Naplójából idézhetjük, hogyan látta életútját: „Úgy végeztem szolgálatomat, mint aki eljutott az Ő fajtája, testvérei közé és örvendtem, hogy szolgálhatok!”
A Marosvásárhelyi Megyei Kórházban 1980. szeptember 18-án véget vetett életének. Tragikus halálának 20. évfordulója alkalmából a kibédi falumúzeum emlékszobát nyitott Madaras Gábor tiszteletére, a kibédi Seprődi János Egyesület és a Marosvásárhelyi Rádió pedig Kacsó Ildikó irányításával minden évben emlékműsort szervez a tiszteletére.